# De Domper
De Domper was een Vlaams antisocialistisch weekblad dat in de jaren 1891-1892 werd uitgegeven in Gent door Gustaaf Eylenbosch. Eylenbosch was tevens hoofdredacteur, directeur en uitgever van het in 1891 opgerichte dagblad Het Volk. Het blad was dus een van de publicaties van de opkomende christelijke arbeidersbeweging. Het kon beschouwd worden als de opvolger van De Lichtstraal.
De naam van het blad verwees naar het kegelvormig doofhoedje dat werd gebruikt om kaarsen te doven. Het licht dat diende gedoofd te worden was het socialistisch vuur dat - volgens de tekst naast het logo van het blad (een "domper") - diende "toegedekt en doodgesmoord".
Het blad verscheen op zondag en werd geïllustreerd met spotprenten van onder meer een cartoonist die tekende met de schuilnaam Jefke.